# Colorado Xplosion 1998-1999
La stagione 1998-99 delle Colorado Xplosion fu la 3ª nella ABL per la franchigia.
Le Colorado Xplosion erano al quarto posto nella Western Conference con un record di 5-8 al momento del fallimento della lega.

## Roster
| N° | Naz.                   | Ruolo | Sportivo         | Anno | Alt. | Peso |
| -- | ---------------------- | ----- | ---------------- | ---- | ---- | ---- |
|    | Stati Uniti (bandiera) | G     | Keisha Anderson  | 1974 | 170  | 57   |
|    | Stati Uniti (bandiera) | A     | Jennifer Bell    | 1970 | 185  | 73   |
|    | Stati Uniti (bandiera) | G     | Debbie Black     | 1966 | 160  | 56   |
|    | Stati Uniti (bandiera) | C     | Alisa Burras     | 1975 | 191  | 99   |
|    | Stati Uniti (bandiera) | G     | Edna Campbell    | 1968 | 173  | 69   |
|    | Stati Uniti (bandiera) | A     | Tiffany Gooden   | 1975 | 180  | 75   |
|    | Stati Uniti (bandiera) | A     | Laticia Morris   | 1974 | 185  | 73   |
|    | Stati Uniti (bandiera) | AC    | Tari Phillips    | 1969 | 188  | 91   |
|    | Stati Uniti (bandiera) | GA    | Crystal Robinson | 1974 | 180  | 70   |
|    | Stati Uniti (bandiera) | A     | Darla Simpson    | 1969 | 191  | 73   |
|    | Stati Uniti (bandiera) | G     | Katie Voigt      | 1975 | 185  | 73   |
|    | Stati Uniti (bandiera) | A     | Dana Wynne       | 1975 | 188  | 79   |

## Staff tecnico
- Allenatore: Linda Hargrove